# Пляхин, Алексей Михайлович
Алексей Михайлович Пляхин (3 октября 1918, Кабаково, Тобольская губерния — 16 ноября 2006, Курган) — русский советский поэт-фронтовик, журналист.

## Биография
Алексей Михайлович Пляхин родился 3 октября 1918 года в селе Кабаково Елошанской волости Курганского уезда Тобольской губернии. В то время территория губернии находилась под контролем белогвардейской Сибирской республики. Ныне деревня Фрунзе входит в Лебяжьевский муниципальный округ Курганской области. Прадед Алексея, Осип Лаврентьевич Пляхин приехал в Кабаково из деревни Казары (Kozary) Ошмянского уезда Виленской губернии в 80-х годах XIX века, где Пляхины (Plakin) проживали, судя по данным метрических книг, по крайней мере, с 1800 года.
В школу пошел с шести лет в деревне Кабаково. Потом продолжил учебу в начальной школе с. Лебяжье, куда переехали родители, сменив место жительства. После пяти классов поступил в подготовительную группу, а затем на основной курс Чашинского техникума молочной промышленности.
В 1938 году призван в Рабоче-крестьянскую Красную Армию. 6 февраля 1940 года, в связи с войной с белофиннами повторно призван в РККА с последнего курса техникума. В боевых действиях не участвовал. Учебная часть, в которой А. М. Пляхин учился на механика-водителя самоходно-артиллерийской установки СУ-76 была дислоцирована в Ельце.
В годы Великой Отечественной войны воевал с июня 1941 года по март 1942 года на Западном фронте, затем на Ленинградском, 1-м Прибалтийском фронтах. С марта 1944 года механик-водитель СУ-76 1206-го САП. Затем старшина А. М. Пляхин командовал отделением подвижных средств связи взвода управления 1206-го самоходного артиллерийского Новгородского Краснознамённого орденов Кутузова, Богдана Хмельницкого и Александра Невского полка 91-го стрелкового корпуса 69-й армии 1-го Белорусского фронта. Дошёл до берегов Эльбы. На стене Рейхстага Алексей Пляхин подвел итог своему военному маршруту, начертав: «Чаши — Берлин». Эта страница военной биографии поэта позднее будет описана в поэме «Возле чужого счастья». Демобилизован в долгосрочный отпуск на основании Указа Президиума Верховного Совета Союза ССР от 25 сентября 1945 года.
После войны работал в селе Белозерском редактором местного радиовещания, учителем начальной школы, художественным руководителем Дома культуры.
В 1947 году вступил в ВКП(б), в 1952 году партия переименована в КПСС.
С 25 ноября 1948 года до 11 ноября 1959 года работал литработником, затем ответственным секретарем и редактором белозерской районной газеты (с перерывами).
12 декабря 1954 года окончил заочное отделение Литературного института имени А. М. Горького.
С 8 декабря 1959 года работал литературным сотрудником и заместителем ответственного секретаря областной газеты «Советское Зауралье», собственным корреспондентом по Кетовскому и Юргамышскому районам, заместителем начальника областного отдела Союзпечати, корреспондентом областного радио. Был первым редактором «Курганского вестника» и с этой должности в 1978 году ушёл на пенсию. Уволился с работы 3 октября 1978 года — в тот день, когда ему исполнилось 60 лет.
17 декабря 1979 года принят в Союз писателей СССР. После распада СП СССР член Союза писателей России, состоял на учёте в Курганской областной писательской организации.
Алексей Михайлович Пляхин умер 16 ноября 2006 года в городе Кургане. Похоронен на Зайковском кладбище города Кургане Курганской области, участок 30.

## Творчество
Стихи и поэмы А. Пляхина — это раздумья о войне и судьбах фронтовиков; они полны любви к землякам и родной природе. Его произведениям свойственны интонационная четкость, разнообразие поэтических средств изображения. Через судьбы и характеры своих героев поэт ведет читателя к осмыслению того, ради чего на земле живет и трудится человек.

## Награды и премии
- Орден Отечественной войны II степени, дважды: 9 марта 1945 года[10] и 6 ноября 1985 года[11]
- Орден Славы III степени, 28 августа 1944 года[12]
- Медаль «За отвагу», дважды: 11 июля 1944 года[13] и 4 июня 1945 года[14]
- Медаль «За победу над Германией в Великой Отечественной войне 1941—1945 гг.»
- Юбилейная медаль «Двадцать лет Победы в Великой Отечественной войне 1941—1945 гг.»
- Юбилейная медаль «Тридцать лет Победы в Великой Отечественной войне 1941—1945 гг.»
- Юбилейная медаль «Сорок лет Победы в Великой Отечественной войне 1941—1945 гг.»
- Юбилейная медаль «50 лет Победы в Великой Отечественной войне 1941—1945 гг.»
- Медаль Жукова
- Юбилейная медаль «60 лет Победы в Великой Отечественной войне 1941—1945 гг.»
- Медаль «За взятие Берлина»
- Медаль «За освобождение Варшавы»
- Медаль «Ветеран труда»
- Юбилейная медаль «50 лет Вооружённых Сил СССР»
- Лауреат премии Губернатора Курганской области.

## Память
- В 2010 году, на доме в городе Кургане (ул. Рихарда Зорге, 26) установлена мемориальная доска. На ней высечены слова: «В этом доме с 1982 по 2006 год жил поэт-фронтовик Пляхин Алексей Михайлович». И ниже, через звездочки: «Никто не забыт, ничто не забыто»[15] — 55°26′04″ с. ш. 65°19′00″ в. д.HGЯO

## Сочинения
В 1941 году в армейской газете «Красный боец» было опубликовано первое стихотворение А. М. Пляхина «Другу». После войны неоднократно печатался на страницах местных и центральных газет и журналов.

### Книги
- Пляхин А.М. Зауралье моё: Стихи. — Курган: Советское Зауралье, 1960. — 32 с. — 2000 экз.[16]
- Пляхин А.М. На тополином берегу: Стихи. — Челябинск: Южно-Уральское книжное издательство, 1973. — 58 с. — 5000 экз.[17]
- Пляхин А.М. Перелесковый простор: Стихи и поэма. — Челябинск: Южно-Уральское книжное издательство, 1978. — 54 с. — 5000 экз.[18]
- Пляхин А.М. Сердцу близкое: стихи и поэмы. — Челябинск: Южно-Уральское книжное издательство, 1982. — 108 с. — 5000 экз.
- Пляхин А.М. На войне и дома: Стихи и поэма. — М.: Современник, 1986. — 79 с. — 10 000 экз.[19]
- Пляхин А.М. Верность: Стихотворения, поэмы. — Челябинск: Южно-Уральское книжное издательство, 1987. — 59 с. — 5000 экз.[20]
- Пляхин А.М. Исповедь.Стихи и поэмы. — Курган, 1991. — 64 с. — 3000 экз.
- Пляхин А.М. Незабываемое. Стихи разных лет. — Курган: Периодика, 1993. — 86 с. — 2000 экз. — ISBN 5-8282-0051-8.
- Пляхин А.М. А в душе - непокой: стихи. — Куртамыш: Куртамышская типография, 2003. — 253 с. — 300 экз. — ISBN 5-98271-003-2.
- Пляхин А.М. Жизнь на войне и после войны. — Курган: Центр «Отклик», 2008. — 32 с. — 200 экз.[21]

## Семья
- Жена — Валентина Кузьминична (17 апреля 1923 — 16 ноября 2006)
- Две дочери — Татьяна и Любовь